# ウミネコ
ウミネコ（海猫、Larus crassirostris）は、チドリ目カモメ科カモメ属に分類される鳥類。

## 分布
ロシア南東部、中国大陸東部、台湾、日本、朝鮮半島
冬季になると中華人民共和国東部などへ南下して越冬するか、ロシア南東部や朝鮮半島では周年生息する。日本（北海道、本州、九州の沿岸、周辺島嶼、伊豆諸島）では周年生息（留鳥）するが、冬季になると北海道や本州北部で繁殖する個体群は南下する個体が多い。

## 形態
全長44-48センチメートル。翼開張120-128センチメートル。体重0.5-0.6キログラム。頭部や体下面の羽衣は白、体上面の羽衣は黒灰色。尾羽も白いが内側尾羽10枚の先端付近が黒く、英名（black-tailed=黒い尾をした）の由来になっている。翼上面は黒灰色。初列風切先端は黒く、先端に白い斑紋が入る個体もいる。
嘴は太く頑丈。種小名crassirostrisは「太い嘴の」の意。嘴の色彩は黄色で、先端が赤くその内側に黒い斑紋が入る。後肢の色彩は黄色。
幼鳥は全身が黒褐色の羽毛で被われ、肩を被う羽毛や翼上面の外縁（羽縁）が淡褐色。虹彩は黒い。嘴や後肢の色彩はピンク色を帯びた淡褐色で、嘴の先端は黒い。
夏季は後頭が白（夏羽）、冬季は後頭に灰褐色の斑紋が入る（冬羽）。

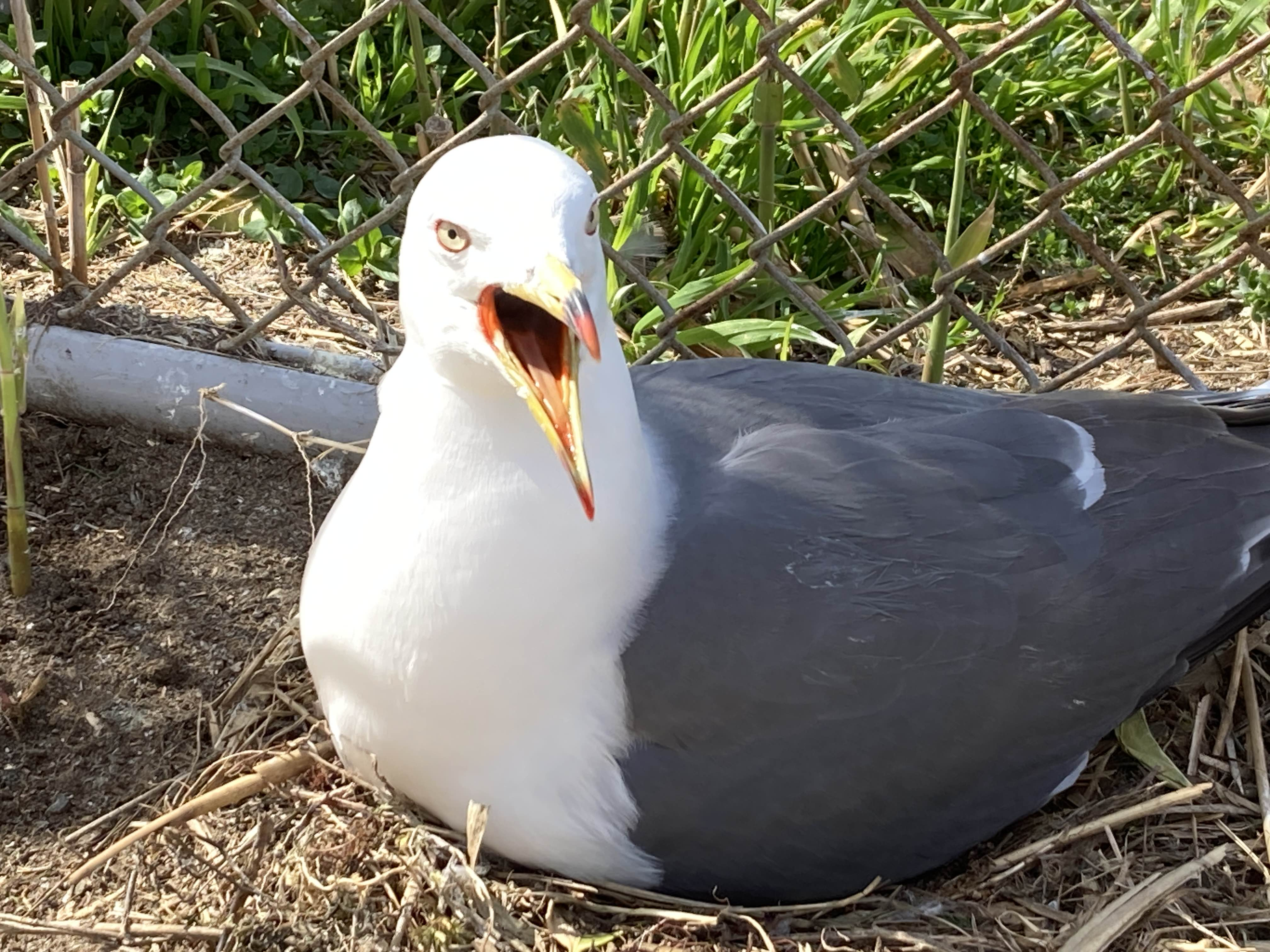

## 生態
沿岸部や河口、干潟などに生息する。近年、東北地方の内陸部での記録も増えている。減農薬の水田が増えたからと考えられている。和名は鳴き声がネコに似ていることが由来とされる。
食性は雑食性で、魚類、両生類、甲殻類、昆虫、動物の死骸などを食べる。他の鳥類が捕らえた獲物を奪う事もある。
繁殖形態は卵生。集団繁殖地（コロニー）を形成する。沿岸部の岩礁や草原などに木の枝や枯草、海藻などを組み合わせた皿状の巣を作り、日本では4-5月に1回に2-3個の卵を産む。2011年6月、東京都台東区上野のビルの屋上で、20から30つがいが営巣しているのが確認され、複数の幼鳥も確認された。他の鳥類（カイツブリやカルガモ(卵や雛を含む。)、コアジサシ、スズメなど）を捕食する可能性が懸念されている。雌雄交代で抱卵し、抱卵期間は24-25日。雛は孵化してから約40日で巣立つ。生後3年で性成熟すると考えられ、生後3-4年で成鳥羽に生え換わる。

## 人間との関係

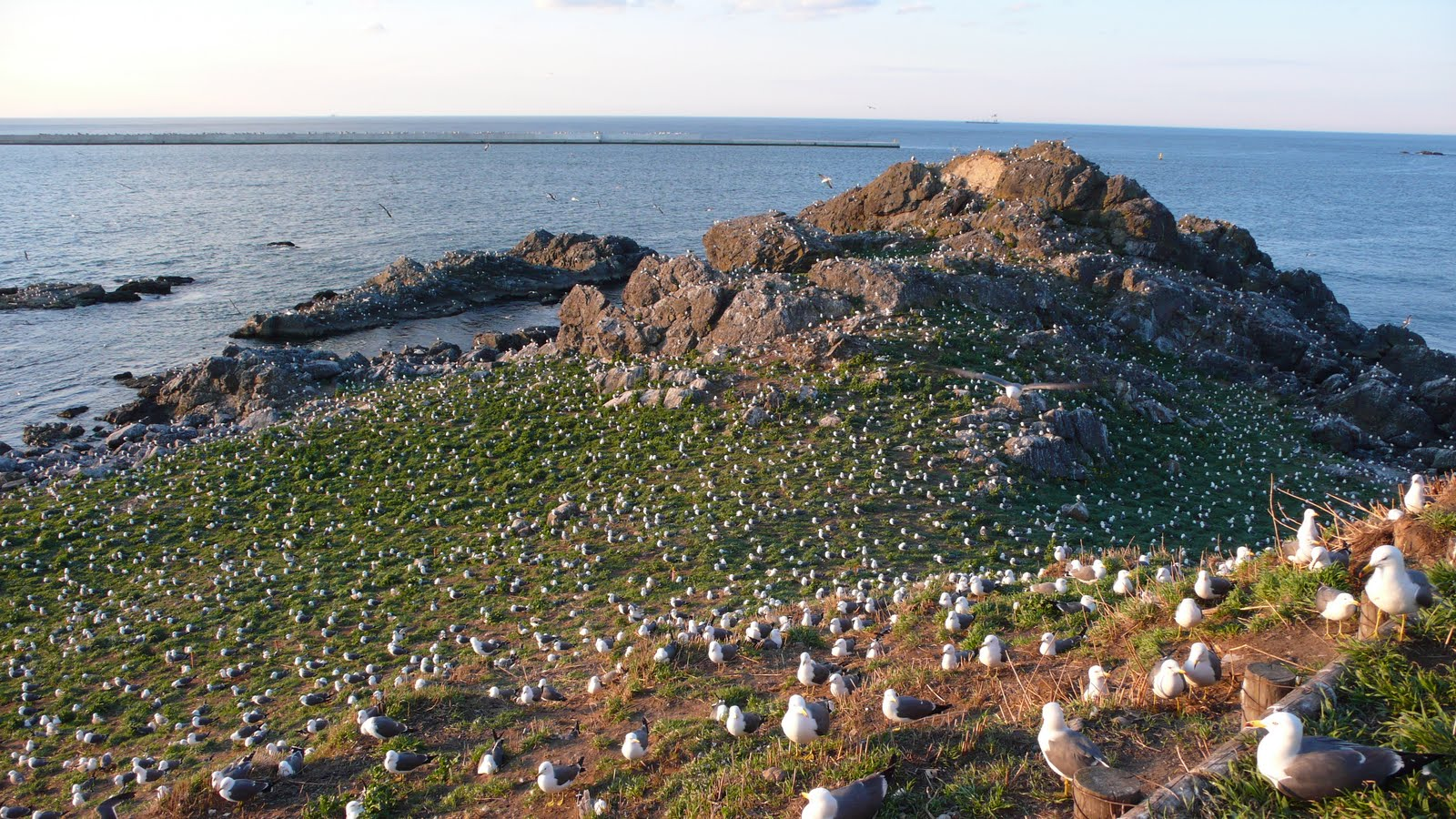
八戸市の蕪島。白いものは全てウミネコ。

日本では、1922年に青森県八戸市の蕪島と島根県出雲市の経島がそれぞれ「蕪島ウミネコ繁殖地」「経島ウミネコ繁殖地」、1933年に岩手県陸前高田市の椿島が「椿島ウミネコ繁殖地」、1934年に宮城県女川町の江島が「陸前江ノ島のウミネコおよびウトウ繁殖地」、1938年に山形県酒田市の飛島が「飛島ウミネコ繁殖地」として、それぞれ国の天然記念物に指定されている。上記の陸前高田市や女川町がある三陸海岸がウミネコの繁殖地として知られている。
日本の東京都区部では、台東区や中央区、墨田区、江東区など東京湾から離れた地域を含めてビル屋上などで営巣や目撃例が増えている。屋上緑化などの影響が考えられ、都心ウミネコ研究会の観察によると、隅田川で魚類を捕食し、3～8月の繁殖期は東京都心にいて秋～冬は離れる。鳴き声や糞害への苦情もあり、東京都庁は鳥獣保護管理法に基づく鳥獣保護管理事業計画を改定して、2022年4月から繁殖期なら、都の許可があれば卵・雛を捕獲できるようにした。
日本鳥類保護連盟の神崎高歩によると、ウミネコは小魚などを巣に運ぶときに、飛翔中に吐き出してしまうことがあるという。小魚などが路上などに散乱している光景は海沿いに居住する人々にとってはごく普通の光景であるが、このような光景を初めて見る人にとっては非常に不思議なことであり、しばしば騒動になって新聞などで報道されることがある。

## 画像

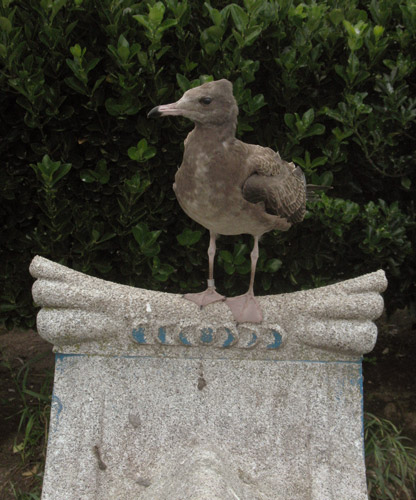
幼鳥
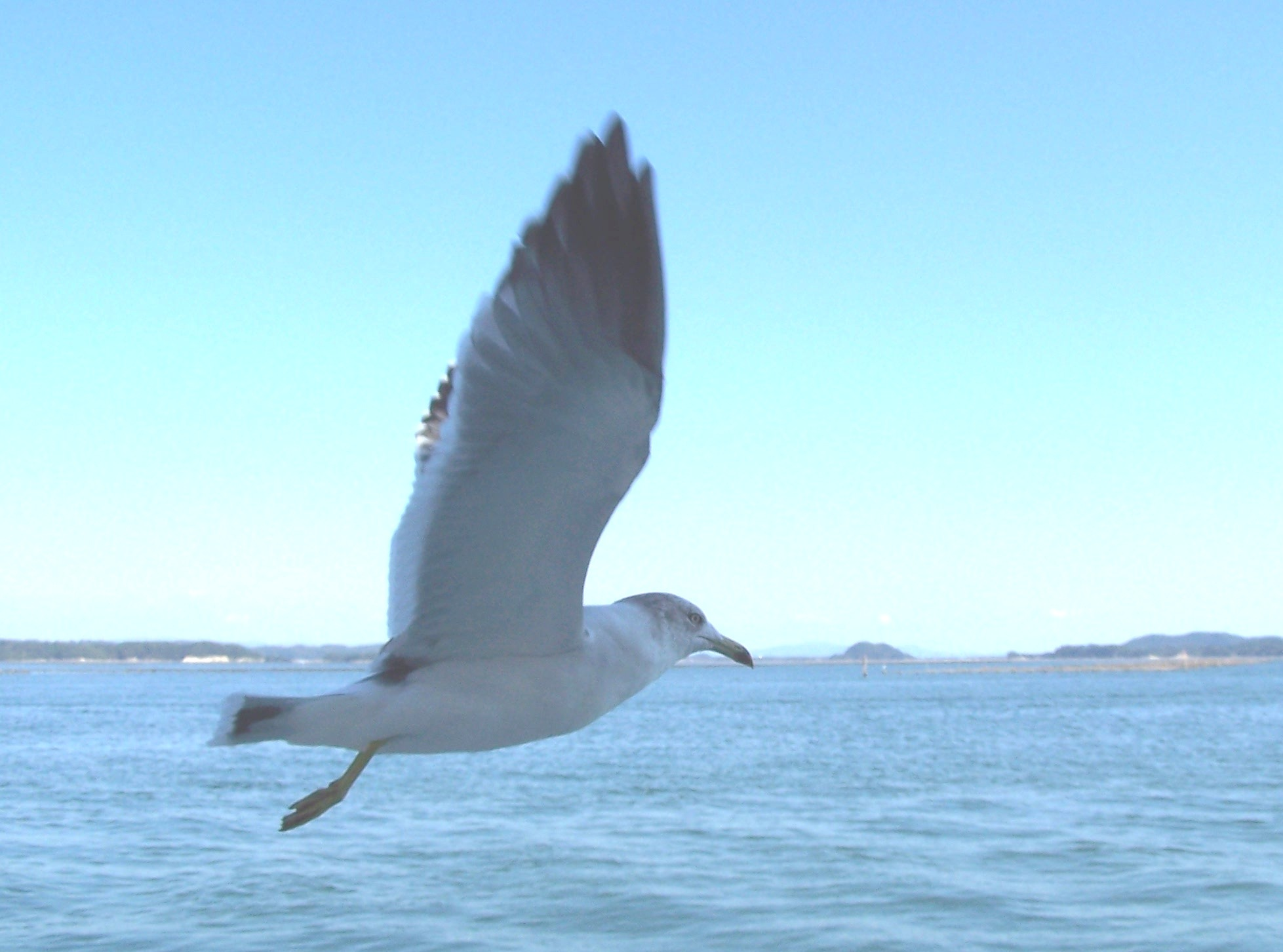
冬羽